# Staré Čaplino
Staré Čaplino (rusky Старое Чаплино, eskymácky Ungasik) je bývalá osada v rajónu Providěnija v Čukotském autonomním okruhu v Rusku. Místo, které existovalo před příchodem prvních Evropanů nebo Američanů, bylo opuštěno v roce 1959 a jeho původní obyvatelé Eskymáci byli přemístěni převším do Nového Čaplina, které bylo založeno o rok dříve.

## Geografie
Vesnice byla na mysu Čaplino na jihovýchodě Čukotského poloostrova. Plochá kosa z písku a štěrku vyčnívající do moře asi devět kilometrů odděluje lagunu a jezero Najvak od Beringova moře. Ruské jméno Čaplino je odvozeno od názvu mysu. Friedrich Benjamin von Lütke jej pojmenoval podle Pjotra Avraamoviče Čaplina, který se jako námořní důstojník zúčastnil první kamčatské expedice Vituse Beringa.
Staré Čaplino mělo dlouhou historii pod eskymáckým jménem Ungasik. V době jeho největšího rozkvětu v 19. století zde žilo až 500 lidí. Později zde byla také největší vesnice sibiřských Eskymáků, kteří žili hlavně z lovu velryb a mrožů. Nejbližší příbuzní zde žijících Eskymáků žili na pouhých 75 km vzdáleném ostrově sv. Vavřince, který od prodeje Aljašky v roce 1867 patří Spojeným státům. Američtí velrybáři posílili svou posádku Eskymáky z vesnice a obchodníci na místo přiváželi cizí zboží.
Po vítězství sovětské moci na Dálném východě se od roku 1923 u Eskymáků změnily ekonomické podmínky. Doposud soukromý obchod byl umístěn do rukou místních družstev. Od poloviny 30. let byla prosazována kolektivizace. Čaplino měl jeden z prvních kolchozů na Čukotce. Eskymáci byli zároveň vyzváni, aby opustili menší osady a přestěhovali se do větších vesnic, jako je Čaplino nebo Naukan, kde byly postaveny školy, obchody a trvalé domovy. V roce 1952 se obyvatelé Siqlluku (8 rodin, 50 lidí) a Qiwaaqu (14 rodin, 80 lidí) přestěhovali ze svých vesnic do Čaplina. Rusové a Čukčové stále častěji žili v původně čistě eskymáckém Čaplinu. V roce 1955 mělo Čaplino 300 až 350 obyvatel. V této době začaly úřady vyvíjet tlak na vesničany, aby získaly souhlas s přemístěním místa do zátoky Cachet, asi 31 km severozápadně. Odkazovaly se na exponovanost Čaplina na plochém mysu Čaplin, což znamenalo nebezpečí vlny tsunami. V Novém Čaplinu byly postaveny nové vytápěné domy připojené k elektrické síti pro všechny rodiny. Odpor některých Eskymáků, kteří se nechtěli vzdálit tak daleko od svých tradičních lovišť, byl nakonec zlomen a Eskymáci byli přestěhováni ve dvou fázích v letech 1958 a 1959. Budovy v Starém Čaplinu byly systematicky ničeny. Zůstal zde maják, polární a vojenská radarová stanice.